# Grächen
Grächen est une commune suisse du canton du Valais, située dans le district de Viège. En 1210, Grächen est appelé Grachan et en 1250 Granges.

## Géographie
Grächen se situe sur le versant droit de la vallée de Zermatt et compte environ 2 400 habitants. La station couvre plus de 42 km de pistes soit 12 pistes pour 13 remontées mécaniques. L'accès à la ville est possible en voiture mais la quasi-totalité du village est piétonnier.

## Activité

### Randonnée
Plusieurs sentiers parcourent la commune, notamment l'Europaweg (de) qui mène de Grächen à Zermatt en passant par la plus longue passerelle suspendue du monde, la passerelle suspendue Charles Kuonen.

### Station
L'altitude minimale des pistes est de 1 619 mètres, mais la station monte jusqu'à 2 868 mètres d'altitude.